# Madagascar (bande originale)
Pour les articles homonymes, voir Madagascar (homonymie).
Albums de Hans Zimmer et divers artistes
Madagascar 2
(2008)
Madagascar - Motion Picture Soundtrack, est la bande originale distribué par Geffen Records, du film américain d'animation de Eric Darnell et Tom McGrath, Madagascar, sorti en 2005.

## Liste des titres
| 1.    | Best Friends           | Hans Zimmer, Heitor Pereira, Ryeland Allison, James S. Levine | 2:24 |
| 2.    | I Like To Move It      | Sacha Baron Cohen                                             | 3:51 |
| 3.    | Hawaii Five-O          | The Ventures                                                  | 1:49 |
| 4.    | Boogie Wonderland      | Earth, Wind & Fire                                            | 4:49 |
| 5.    | Whacked Out Conspiracy | James Dooley                                                  | 2:16 |
| 6.    | Chariots Of Fire       | Vangelis                                                      | 3:29 |
| 7.    | Stayin' Alive          | Bee Gees                                                      | 4:44 |
| 8.    | Zoosters Breakout      | Hans Zimmer                                                   | 1:39 |
| 9.    | Born Free              | The Mormon Tabernacle Choir                                   | 1:24 |
| 10.   | The Foosa Attack       | Heitor Pereira                                                | 0:37 |
| 11.   | Beacon Of Liberty      | Hans Zimmer, James S. Levine                                  | 2:09 |
| 12.   | What A Wonderful World | Louis Armstrong                                               | 2:16 |
| 31:27 |                        |                                                               |      |

## Musiques additionnelles
- Outre les titres présents, sur l'album, on entend aussi durant le film les morceaux suivants [9] :
- Holiday For Strings
  - Interprété par The Voices of Walter Schumann
  - Composé par David Rose
  - Avec l'aimable autorisation de Capitol Records
  - Sous licence EMI Film & Television Music[10]
- Joyeux Anniversaire
  - Composés par Mildred J. Hill et Patty Hill
- New York, New York
  - Composés par John Kander et Fred Ebb
- Piranhas Are A Very Tricky Species
  - Interprété par Rushmore
  - Composé par Mark Mothersbaugh
  - Avec l'aimable autorisation de Touchstone Pictures
- The Candy Man
  - Interprété par Sammy Davis Jr.
  - Composés par Leslie Bricusse et Anthony Newley
  - Avec l'aimable autorisation de Geffen Records
  - Sous licence Universal Music Enterprises
- I Second That Emotion
  - Interprété par The Chosen Few
  - Composés par William Robinson Jr. et  Al Cleveland[11]
  - Avec l'aimable autorisation de Sanctuary Records Group
- Dead Already du film American Beauty
  - Composé par Thomas Newman
  - Avec l'aimable autorisation de DreamWorks SKG
- National Geographic Fanfare
  - Composé par Elmer Bernstein
  - Interprété par The United Kingdom Symphony Orchestra
  - Avec l'aimable autorisation de RCA Records Label
  - Par arrangement spécial avec "SONY BMG MUSIC ENTERTAINMENT"